# Ангуа, Бенжамен
Бру Бенжаме́н Ангуа́ (фр. Brou Benjamin Angoua; 28 ноября 1986, Аньяма, Кот-д’Ивуар) — ивуарийский футболист, защитник клуба «Стад Бриошен». Выступал в национальной сборной Кот-д’Ивуара.

## Карьера

### Клубная
Ангуа родился в Аньяме, пригороде Абиджана. С 2000 по 2004 год играл в юношеской команде клуба «Тумоди». Начал выступать на профессиональном уровне в «Африка Спорт». За два сезона сыграл 41 матч, после чего перебрался в Европу, в не самый именитый венгерский «Гонвед».
В Венгрии ивуариец провёл четыре года и был игроком основы. На счету Ангуа 79 матчей в форме «Гонведа». В январе 2010 года Бенжамен перебрался в французский «Валансьен». Летом 2014 года Ангуа перешёл в «Генгам» на правах свободного агента. После первого сезона в новом клубе он подписал с ним новый контракт на три года.
27 января 2017 года Ангуа был взят в аренду клубом MLS «Нью-Инглэнд Революшн» на год с правом выкупа. В американской лиге дебютировал 4 марта в матче стартового тура сезона 2017 против «Колорадо Рэпидз». 3 июня в матче против «Торонто» забил свой первый гол в MLS. По окончании сезона 2017 «Революшн» не стал выкупать Ангуа.
30 декабря 2018 года Ангуа подписал 1,5-летний контракт с греческим клубом «Левадиакос».
В июле 2020 года Ангуа вернулся во Францию, подписав с клубом Национального чемпионата «Стад Бриошен» однолетний контракт с опцией продления ещё на один год.

### Международная
Ангуа играл за сборные Кот-д’Ивуара разных возрастов, включая олимпийскую команду, в составе которой он выступал на Олимпиаде 2008.
С 2009 года — игрок основной сборной. Выступал на Кубке африканских наций 2010. Был включён в заявку на чемпионат мира 2010.

## Достижения
Гонвед
- Обладатель Кубка Венгрии: 2006/07, 2008/09